# Ezequiel Montes
Ezequiel Montes là một đô thị thuộc bang Querétaro, México. Năm 2005, dân số của đô thị này là 34729 người.